# Бернгард Ансельм Вебер
Бернгард Ансельм Вебер (нім. Weber; 1766, Мангайм — 1821, Берлін) — німецький композитор і капельмейстер.
Учень знаменитого теоретика абата Фоґлера, у якого отримав свою музичну освіту також і Меєрбер. З 1809 року був придворним капельмейстером короля пруського. Хоча головним заняттям Вебера було керівництво оркестром, але він присвячував чимало часу композиції.
З його творів найбільш відомі:
- «Козак», комічна опера;
- «Герман і Туснельда», опера;

музика до драматичних творів Шиллера і Ґете, як, наприклад:
- «Вільгельм Телль»,
- «Орлеанська діва»,
- «Смерть Валленштейна»,
- «Мессінська наречена».

Бувши послідовником К. В. Глюка, він в своїх творах не був самобутнім.
Проти Б. А. Вебера спрямована дебютна новела Е. Т. А. Гофмана під назвою «Кавалер Глюк».